# 杰出勋章 (牙买加)
杰出勋章（Order of Distinction）是牙买加国家授勋及嘉奖制度中的一项奖励，按国家荣誉和奖励法案（The National Honours and Awards Act，1968年）规定，该勋章在牙买加6枚国家级别勋章中排第六。杰出勋章主要授予給对牙买加有突出貢獻的的牙买加公民以及外國公民。 。